# Орден Амилкара Кабрала
Орден Амилкара Кабрала — высшая государственная награда Кабо-Верде.

## История
Орден Амилкара Кабрала был учреждён на основании закона № 19/III/87 от 15 августа 1987 года, в память национального героя, политического деятеля Португальской Гвинеи и Кабо-Верде, одного из основателей ПАИГК и её генерального секретаря Амилкара Кабрала, с целью вознаграждения бойцов за свободу Островов Зелёного Мыса, а также тех, кто способствовал установлению справедливого мира.
Орденом награждают за особые заслуги в деле борьбы за национальную независимость, защиту суверенитета и территориальной целостности Островов Зелёного Мыса (Кабо-Верде), так же как борьбы против любой формы угнетения.
Орден вручается от имени Президента Кабо-Верде.
Орден может вручаться иностранным гражданам, а также посмертно.
Кавалерам ордена назначается пенсия, сумма которой зафиксирована декретом, в случае посмертного награждения эта пенсия поступает в пользу несовершеннолетних детей кавалера.

## Степени
Имеет три класса.
- 1 класс — знак ордена на шейной ленте и нагрудная звезда
- 2 класс — знак ордена на шейной ленте
- 3 класс — знак ордена

## Описание
Знак ордена — золотая четырёхконечная звезда, состоящая из множества двугранных заострённых лучиков. В центре звезды круглый медальон красной эмали с каймой из золотых дубовых листьев. В медальоне золотое профильное изображение Амилкара Кабрала.
Звезда ордена золотая, состоящая из множества двугранных заострённых лучиков, формирующие мальтийский крест и заполняющие пространство между перекладин. В центре звезды круглый медальон красной эмали с каймой из золотых дубовых листьев. В медальоне золотое профильное изображение Амилкара Кабрала.
Орденская лента шёлковая муаровая белого цвета с красными полосками, отстающими от края.
Символами ордена являются розетка и орденская планка.
Орденские планки
|         |         |         |
| 1 класс | 2 класс | 3 класс |